# Lilian Lee
Lilian Lee (李碧華) é uma escritora chinesa.

## Biografia
Nasceu em 1959 em Hong Kong.

## Obras
A sua obra mais conhecida é o romance Adeus, minha concubina, que deu origem ao filme com o mesmo nome, realizado por Chen Kaige, e que obteve a Palma de Ouro no Festival de Cinema de Cannes em 1993. Este romance tem como protagonistas dois actores da tradicional Ópera de Pequim.
Ao todo tem publicados em Hong Kong cerca de 90 livros, alguns deles adaptados ao cinema. Escreveu também alguns guiões cinematográficos.

### Obras traduzidas em português
- Adeus, minha concubina
- A Última Princesa da Manchúria

## Páginas externas
- Edições Asa - com apresentação das obras publicadas em Portugal.
- IMDb - filmografia parcial.